# Chroom(III)nitraat
Chroom(III)nitraat is een chroomzout van salpeterzuur, met als brutoformule Cr(NO3)3. De stof komt voor als blauw-violette kristallen, die goed oplosbaar zijn in water. Chroom(III)nitraat komt voornamelijk voor als nonahydraat.

## Synthese
Chroom(III)nitraat kan bereid worden door reactie van chroom(III)oxide met salpeterzuur:
{\displaystyle {\ce {Cr2O3 + 6HNO3 -> 2Cr(NO3)3 + 3H2O}}}

## Toepassingen
Chroom(III)nitraat is een oxidator. Het wordt gebruikt bij de synthese van alkalimetaalvrije katalysatoren en als beitsmiddel. Verder kunnen er met chroom(III)nitraat en trans-carbonzuren verschillende complexen worden gevormd.